# Hussjatyn
Hussjatyn (ukrainisch Гусятин; russisch Гусятин Gussjatin, polnisch Husiatyn, jiddisch selten auch Chuschtschaten) ist eine Siedlung städtischen Typs in der Westukraine am rechten Ufer des Flusses Sbrutsch und etwa 70 km südöstlich der Gebietshauptstadt Ternopil gelegen.

## Geschichte

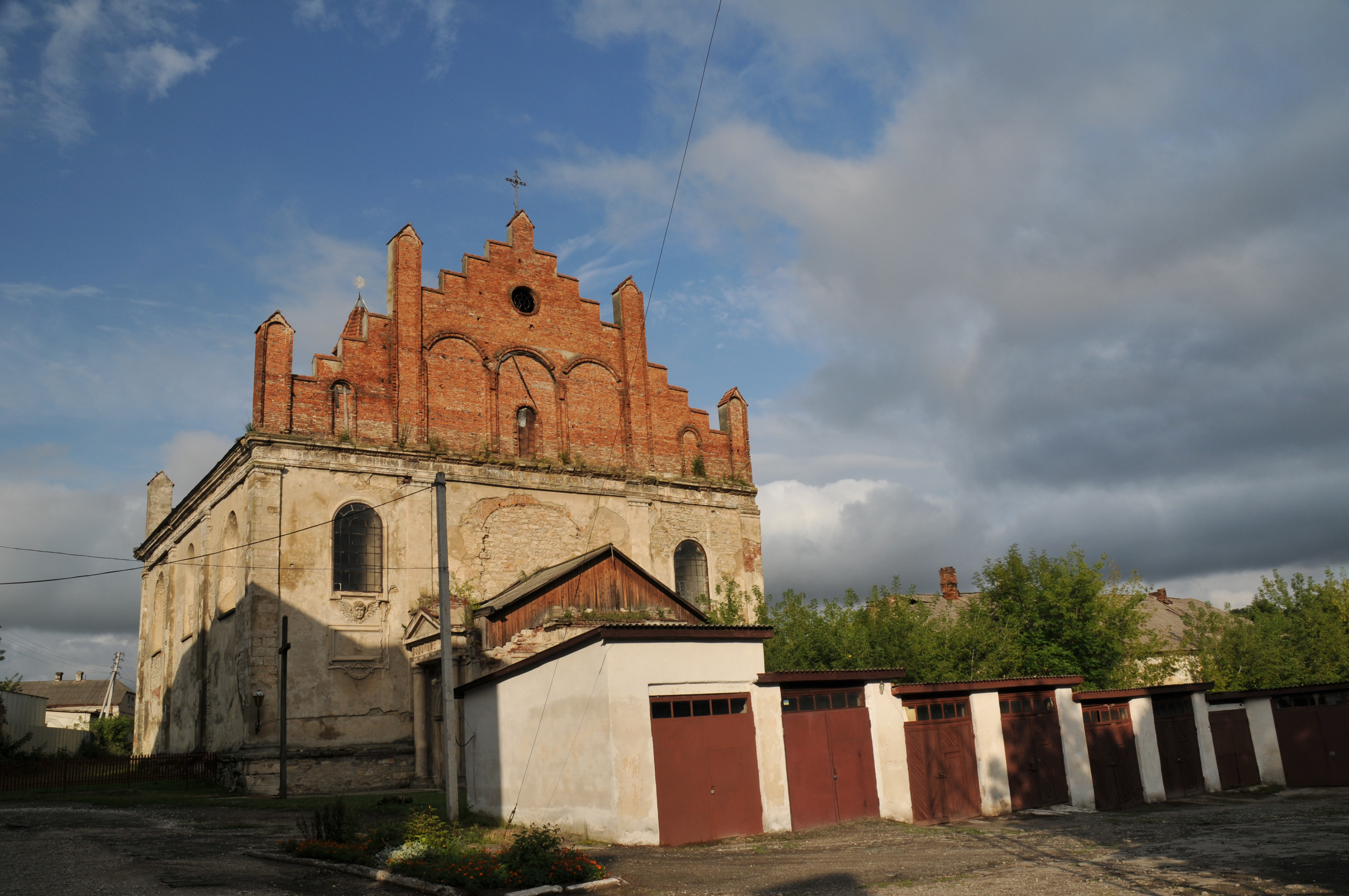
Das ehemalige Bernhardinerkloster

Der Ort wird 1559 zum ersten Mal schriftlich als Wsiathin erwähnt, erhielt im selben Jahr auch das Magdeburger Stadtrecht und gehörte dann mit Unterbrechung zwischen 1672 und 1683, als es unter Osmanischer Herrschaft stand, bis 1772 zur Woiwodschaft Podolien, in der Adelsrepublik Polen-Litauen. Die jüdische Bevölkerung lebte wahrscheinlich seit 1577 in Husjatyn und machte daraufhin über Jahrhunderte einen wesentlichen Teil der Bevölkerung aus. Die katholische Gemeinde entstand 1614, 1645 wurde das Kloster der Bernhardiner gegründet. Die Grundherren waren zunächst die Familie Kalinowski, seit 1729 die Familie Potocki. Mit den Teilungen Polens und der Ziehung der Grenze Galiziens entlang des Sbrutsch wurde der Ort in das nunmehr zum österreichischen Galizien gehörige Husiatyn mit dem Ortskern und das ab 1793 russische Gusjatin geteilt, musste aber zwischen 1809 und 1815 wie der gesamte Tarnopoler Kreis vollständig an Russland abgetreten werden. Bis heute existieren beiderseits des Flusses 2 verwaltungstechnisch getrennte Orte.

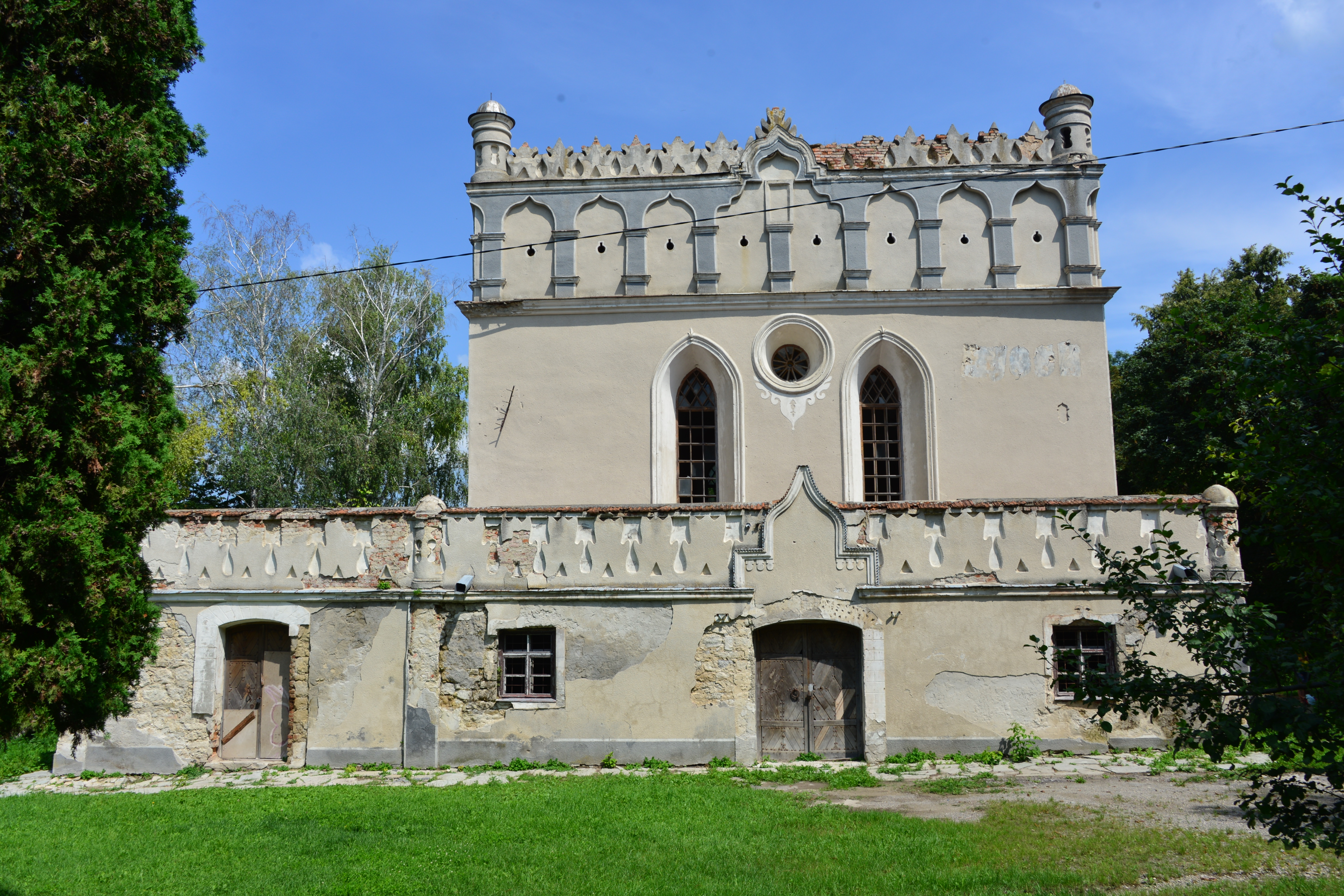
Die Synagoge von Hussjatyn

Der hauptsächlich von Ukrainern bewohnte Ort kam nach dem Wiener Kongress zurück zum Kaisertum Österreich. Ab 1820 besaß die Familie Żelski viele Liegenschaften im Ort. Von 1854 bis 1918 war es Sitz der Bezirkshauptmannschaft Husiatyn, ab 1867 kam noch ein Bezirksgericht hinzu. In der Folgezeit entwickelte sich eine große jüdische Gemeinde in Husiatyn, die im Zweiten Weltkrieg vollständig umgebracht oder vertrieben wurde. Von der großen jüdischen Gemeinde zeugt heute noch die Wehrsynagoge im Ort. Am 31. Dezember 1884 wurde das Teilstück Buczacz – Husiatyn der Galizischen Transversalbahn eröffnet. Am 31. Jänner 1916 wurde schließlich auch das fehlende Teilstück zwischen Kamjanez-Podilskyj und der russischen Grenze bei Hussjatyn durch die russischen Behörden eröffnet.
Nach dem Ende des Ersten Weltkrieges kam der Ort zu Polen und lag ab 1921 in der Woiwodschaft Tarnopol, verlor sein Stadtrecht, wurde im Zweiten Weltkrieg kurzzeitig von der Sowjetunion und dann bis 1944 von Deutschland besetzt.
Nach dem Ende des Krieges wurde der Ort der Sowjetunion zugeschlagen, dort kam die Stadt zur Ukrainischen SSR und ist seit 1991 ein Teil der heutigen Ukraine.

## Verwaltungsgliederung
Am 15. Juli 2015 wurde die Siedlung zum Zentrum der neugegründeten Siedlungsgemeinde Hussjatyn (Гусятинська селищна громада/Hussjatynska selyschtschna hromada), zu dieser zählen auch noch die 3 Dörfer Bodnariwka, Suchodil und Wilchiwtschyk, bis dahin bildete sie die gleichnamige Siedlungsratsgemeinde Hussjatyn (Гусятинська селищна рада/Hussjatynska selyschtschna rada) im Osten des Rajons Hussjatyn.
Am 12. Juni 2020 kamen noch weitere 13 in der untenstehenden Tabelle aufgelistetenen Dörfer zum Gemeindegebiet.
Seit dem 17. Juli 2020 ist sie ein Teil des Rajons Tschortkiw.
Folgende Orte sind neben dem Hauptort Hussjatyn Teil der Gemeinde:
| Name                     | Name         | Name                          | Name          | Name |
| ukrainisch transkribiert | ukrainisch   | russisch                      | polnisch      |      |
| ------------------------ | ------------ | ----------------------------- | ------------- | ---- |
| Bodnariwka               | Боднарівка   | Боднаровка (Bodnarowka)       | Bednarówka    |      |
| Bossyry                  | Босири       | Босыры                        | Bosyry        |      |
| Horodnyzja               | Городниця    | Городница (Gorodniza)         | Horodnica     |      |
| Kozjubyntschyky          | Коцюбинчики  | Коцюбинчики (Kozjubintschiki) | Kociubińczyki |      |
| Krywenke                 | Кривеньке    | Кривенькое (Kriwenkoje)       | Krzyweńkie    |      |
| Lytschkiwzi              | Личківці     | Лычковцы (Lytschkowzy)        | Liczkowce     |      |
| Postoliwka               | Постолівка   | Постоловка (Postolowka)       | Postołówka    |      |
| Samoluskiwzi             | Самолусківці | Самолусковцы (Samoluskowzy)   | Samołuskowce  |      |
| Schydliwzi               | Шидлівці     | Шидловцы (Schidlowzy)         | Szydłowce     |      |
| Selena                   | Зелена       | Зелёная (Seljonaja)           | Zielona       |      |
| Sokyrynzi                | Сокиринці    | Сокиринцы (Sokirinzy)         | Siekierzyńce  |      |
| Suchodil                 | Суходіл      | Суходол (Suchodol)            | Suchodół      |      |
| Sydoriw                  | Сидорів      | Сидоров (Sidorow)             | Sidorów       |      |
| Trybuchiwzi              | Трибухівці   | Трибуховцы (Trybuchowzy)      | Trybuchowce   |      |
| Wassylkiw                | Васильків    | Васильков (Wassilkow)         | Wasylków      |      |
| Wilchiwtschyk            | Вільхівчик   | Ольховчик (Olchowtschyk)      | Olchowczyk    |      |

## Sehenswürdigkeiten
- Schlossruine
- Synagoge, erbaut im 17. Jahrhundert
- Kirche aus dem 16. Jahrhundert
- Rathaus aus dem 17. Jahrhundert
- Bernhardinerkloster mit Kirchengebäude aus dem 16. Jahrhundert